# Chlorochroa uhleri
Chlorochroa uhleri är en insektsart som först beskrevs av Carl Stål 1872.  Chlorochroa uhleri ingår i släktet Chlorochroa och familjen bärfisar. Inga underarter finns listade i Catalogue of Life.